# Non sono pronta per Natale
Non sono pronta per Natale (I'm Not Ready for Christmas) è un film per la televisione diretto da Sam Irvin e con protagonisti Alicia Witt e George Stults.

## Trama
Holly Nolan è una dirigente pubblicitaria motivata, la sua vita viene messa sottosopra quando scopre di non poter più mentire a causa di un desiderio espresso della sua nipotina di 10 anni a Babbo Natale. La sua carriera e la sua vita amorosa si complicano a causa delle sue bugie, portandola a capire e imparare l'importanza della verità e su ciò che è giusto.